# 反吐丽蝇
反吐丽蝇（学名：Calliphora vomitoria）是一种常见的丽蝇，生活在世界上大部分地区。

## 描述

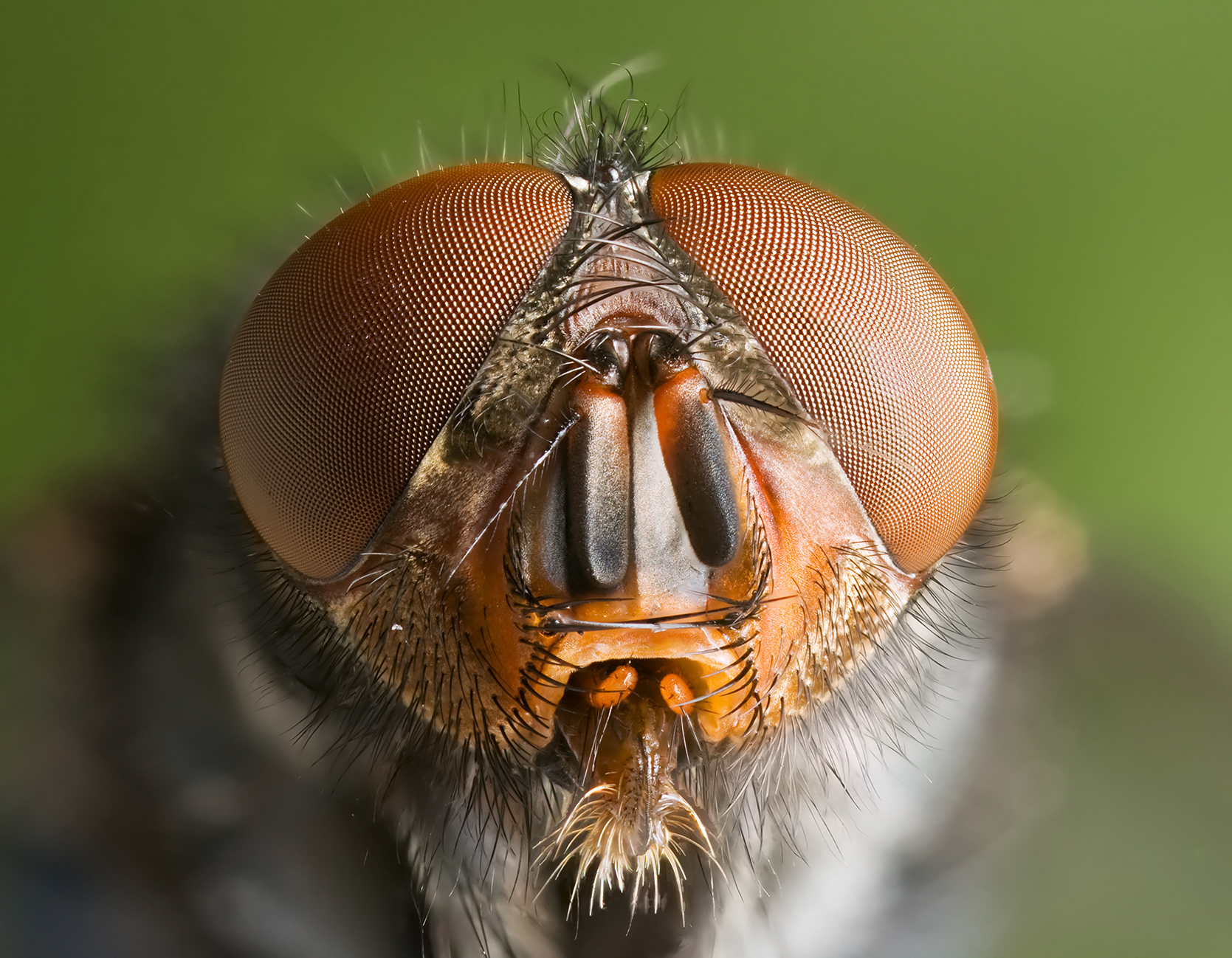
特写

反吐丽蝇长度为10-14毫米，比家蝇稍大。头部和胸部为淡灰色，腹部为金属亮蓝色，带有黑色斑纹。它的身体和腿部都覆盖着黑色的鬃毛般的毛发。眼睛为红色，翅膀透明。腿和触角为黑色和粉红色。胸部是亮紫色，并由尖刺保护自己。这种昆虫喜欢成群飞行，以便更有效地捕食。如果其中一只发现食物，就会散发信息素，提醒其他同类。
反吐丽蝇是一种害虫。